# Ґленн Дізен
Ґленн Дізен (нар. 1979) — норвезький політолог, відомий своєю підтримкою режиму Володимира Путіна. Він є постійним коментатором Russia Today (RT), і норвезькі ЗМІ, російські експерти та інші науковці широко описують його як активного російського пропагандиста.

## Кар'єра
Раніше він працював у Росії та був пов’язаним із Московською Вищою школою економіки, але зараз працює в Університеті Південно-Східної Норвегії та написав кілька книг, які пропагують проросійську позицію. Він є постійним коментатором Russia Today (RT), і норвезькі ЗМІ, російські експерти та інші науковці широко описують його як активного російського пропагандиста. Він також пише для Steigan, самозваного «антиглобалістського» вебсайту, який відомий публікацією теорій змови та проросійських поглядів і стверджує, що Захід несе відповідальність за інформаційну війну проти Росії. У 2020 році Дізен написав доповідь в Aftenposten з Арне Трегольтом, який був засуджений за зраду за шпигунство на користь Радянського Союзу під час холодної війни, в якій стверджував, що Росія має «законні інтереси та потреби в безпеці», і стверджував, що Росія була несправедливо демонізована. за вторгнення в Україну. Редактор із закордонних справ газети Кьелл Драгнес писав, що Дізен і Трехольт сприяли російській пропаганді.